# Musculus supinator
Der Musculus supinator (lateinisch für „Auswärtsdreher“) ist einer der tiefen Skelettmuskeln des Unterarms. Er entspringt beim Menschen als einziger Muskel dieser Schicht auch am Oberarmknochen (Humerus). Zwischen dem oberflächen und dem tiefen Teil des Muskels tritt der Ramus profundus des Nervus radialis hindurch („Supinatorkanal“, „Supinatortunnel“). Der Nerv wird in diesem Abschnitt auch als Nervus interosseus posterior (NIP) bezeichnet.
Bei den Huftieren ist der Muskel nicht ausgebildet oder nur rudimentär (Schweine). Eine Drehung des Radius um die Ulna ist bei diesen aufgrund der Verwachsung sowieso unmöglich.

## Funktion
Der Musculus supinator supiniert den Unterarm, d. h., er dreht um die Unterarm-Längsachse, so dass der Daumen nach außen zeigt. Fällt er aus, ist bei gestrecktem Ellenbogengelenk keine Supination mehr möglich. (Bei gebeugtem Ellenbogengelenk supiniert auch der Musculus biceps brachii.)

## Nervenkompressionssyndrom des Nervus radialis
An der proximalen Eintrittsstelle des Ramus profundus des Nervus radialis (auch als Nervus interosseus posterior bezeichnet) in den Supinatorkanal befindet sich die Frohse’sche Arkade/Sehnenarkade (auch Frohse-Fränkelsche Arkade), eine sehnige Verdickung des Musculus supinator. Diese kann den passierenden Nerv ebenso komprimieren, wie auch ein sehniger distaler Rand des Muskels oder raumfordernde Prozesse (insbesondere Lipome) im Verlauf des Kanals. Das daraus resultierende Nervenkompressionssyndrom wird als Supinatortunnelsyndrom, Supinatorlogen-Syndrom, Nervus-interosseus-posterior-Syndrom oder Radialistunnelsyndrom bezeichnet. Das Engpasssyndrom kann zu einer Lähmung der vom Nervenast innervierten Strecker der der Finger (Musculus extensor pollicis brevis und longus, Musculus abductor pollicis longus, Musculus extensor digitorum, Musculus extensor indicis und Musculus extensor carpi ulnaris) führen („Fallfinger“). Eine Fallhand resultiert hingegen nicht, da die wichtigsten Strecker des Unterarms von Muskelästen des Nervus radialis versorgt werden, die nicht durch diese Engstelle hindurchtreten.